# (9007) James Bond
(9007) James Bond est un astéroïde de la ceinture principale.

## Description
(9007) James Bond est un astéroïde de la ceinture principale découvert par Antonín Mrkos à l'observatoire Kleť.
Il a été ainsi baptisé en référence au personnage de fiction James Bond, créé par l'auteur britannique Ian Fleming (1908-1964) et dont le matricule est 007.